# Titularbistum Choba
Choba (ital.: Coba) ist ein Titularbistum der römisch-katholischen Kirche. 
Es geht zurück auf einen Bischofssitz in der gleichnamigen antiken Stadt, die in der Spätantike in der römischen Provinz Mauretania Sitifensis (heute nördliches Algerien) lag. Spätestens im Zuge der islamischen Expansion ging der Bischofssitz unter.
| Titularbischöfe von Choba |                              |                                             |                   |               |
| Nr.                       | Name                         | Amt                                         | von               | bis           |
| 1                         | Joseph Ansgarius Julien MAfr | Apostolischer Vikar von Nyassa (Njassaland) | 10. Dezember 1934 | 5. März 1961  |
| 2                         | Theodorus Hubertus Moors MSC | Weihbischof in Manado (Indonesien)          | 13. April 1967    | 26. Juni 1969 |